# سيارات بسرعة البرق
سيارات بسرعة البرق هي لعبة فيديو من إنتاج شركة غيم لوفت و بتعاون مع ديزني و بيكسار هي لعبة مقتبسة عن سلسلة أفلام سيارات (فيلم) أنطلقت اللعبة في شهر أكتوبر 2014 اللعبة عبارة عن سباقات مع متسابقين شهيرين من الفيلم للفوز بكأس المكبس وعليك بناء مدينة نبع الرادريتر واللعبة متوافرة على نظام أندرويد و ويندوز فون و أي أو إس و بلاك بيري 10 وتتوافر بعدة لغات منها اللغة العربية و اللغة الفرنسية

## شخصيات لعبة سيارات بسرعة البرق
برق بيزين
ماطم
فرانشيسكو
تود
فول تنك
تنك تاني
فله
لويجي